# 笨港口港口宮
笨港口港口宮奉祀天上聖母，其地址在嘉義縣東石鄉港口村蚶子寮5號，為台灣媽祖信仰重要據點，以其分靈數居全台之首而聞名

## 沿革
康熙年間，先民林楷自大陸湄洲奉請媽祖渡海來臺，在笨港口登陸後至蚶仔寮一株柳樹下休息，要啟程時裝在竹籠的媽祖卻擔提不起，經聖諭指示要在此地施化救世（相傳此地為「鯉魚吉穴」），於清康熙廿三年(1684年)，招集六庄村十一角頭建草廟，初期取名為「笨港天后行宮」(笨港口天后宮)。
清同治十年（1871年）廣東縣丞五品銜謝龍光渡台赴任敬獻「保障天南」一匾同時，易宮名為「港口宮」。因所在地為蚶仔寮，也因此傳統上稱呼聖母為蚶仔寮媽，亦稱呼為港口媽。

## 建築特色
笨港口港口宮佔地寬廣約有三十甲，廟宇採三川五門式建築，古樸莊嚴。前殿脊飾雙龍朝三星，兩翼鐘鼓樓飾以雙龍龍搶珠、燕脊飛翹，直入天際，龍柱三對，分立三川與五門，雕琢精緻，平添殿宇之輝煌。石獅拱衛正門，威武有神，門柱係大陸奇石，楹聯『港廟久馨香聖德極天明麗島』，『口碑長載道母儀終古仰湄州』，透雕窗櫺，凸雕壁堵，都是藝術上品。
捲棚軒斗拱下飾金獅，鼻口外露，神態稚拙，山牆雕以仙人像，伏天以鎮邪。
三川門內，橫樑彩繪花鳥，雀替精琢祥瑞，配以古匾多方，頻添古色古香之氣氛。古匾年代久遠，如清乾隆四十七年（1782年）之「保我黎民」、嘉慶十六年（1811年）之「敬如在」、道光二十年（1847年）之「海不揚波」以及同治十年（1871年）廣東縣丞五品銜謝龍光渡臺赴任敬獻「保障天南」等多匾。

### 新署八景
闢建於民國六十二年的天后公園，佔地三甲有餘，提供香客絕佳的休憩園地，是港口宮邁向觀光化的初期建設，假山、瀑布、九曲橋、八角亭、噴水池，環湖錯落其間，亭樹樓閣、湖光水色以及隨處可見的繁花綠葉，讓人神遊其中而塵慮盡除，地方耆英將其景緻分題為『新署八景』。
地方父老將『新署八景』的景致分題為：
1. 聖廟鳴鐘：鐘聲幽遠深邃，最能感動人心。
2. 珠潭印月：紀念聖蹟鐘靈，特闢一渠名曰「珠潭」，紀念港口宮發跡聖。
3. 三榕紀蹟：三株榕樹盤根錯節生長於此，枝葉繁茂、綠蔭廣被。
4. 九曲臥波：九曲橋蜿蜒於湖面之上，清風起爽，令人心悅神怡。
5. 神龍布澤：取義「鯉躍龍門」之意。
6. 古洞探幽：聖峰之下有一古洞，奇石林立，相傳為神仙聚會之所。
7. 靈峰觀瀑：三榕樹旁屢見神光萬丈，形成靈峰之勢，因此特仿聖蹟建此假山。
8. 帥府崇功：十二元帥為昔時港口之守衛義勇軍，元帥奮勇除賊，銜義而殉難，忠義兩全，遂建十二元帥廟誌念。

## 供奉神祇
- 正殿：奉祀主神天上聖母(媽祖)，另配祀中壇元帥及千里眼、順風耳兩位將軍。
- 觀音殿(後殿)：供奉觀音菩薩(觀音佛祖)，而後殿龍邊供奉福德正神，虎邊供奉註生娘娘，左右旁側供奉著十八羅漢尊者。
- 文殿：供奉著可讓信徒請回供奉之媽祖及千里眼順風耳分靈神像。
- 武殿：供奉著當時建廟有功之廟祝及寄殿之神尊。
- 十二元帥殿：在主廟後方，供奉十二元帥。

## 各聖母的各司其職
以下的說法的呈現，皆為信徒長期供奉聖母，異口同聲不約而同的信仰統計出來神蹟代表

而每尊聖母皆有多方庇佑，建議不該成為後續信眾之認定朝拜之分類。
- 大媽-天機踩地掌地理
- 二媽-解脫病痛掌神址
- 三媽-伏陰去煞掌兵符
- 四媽-文筆功名掌文昌
- 五媽-神算滿盈掌財利
- 六媽-笑談隨緣掌貴人

## 神像裝扮特色

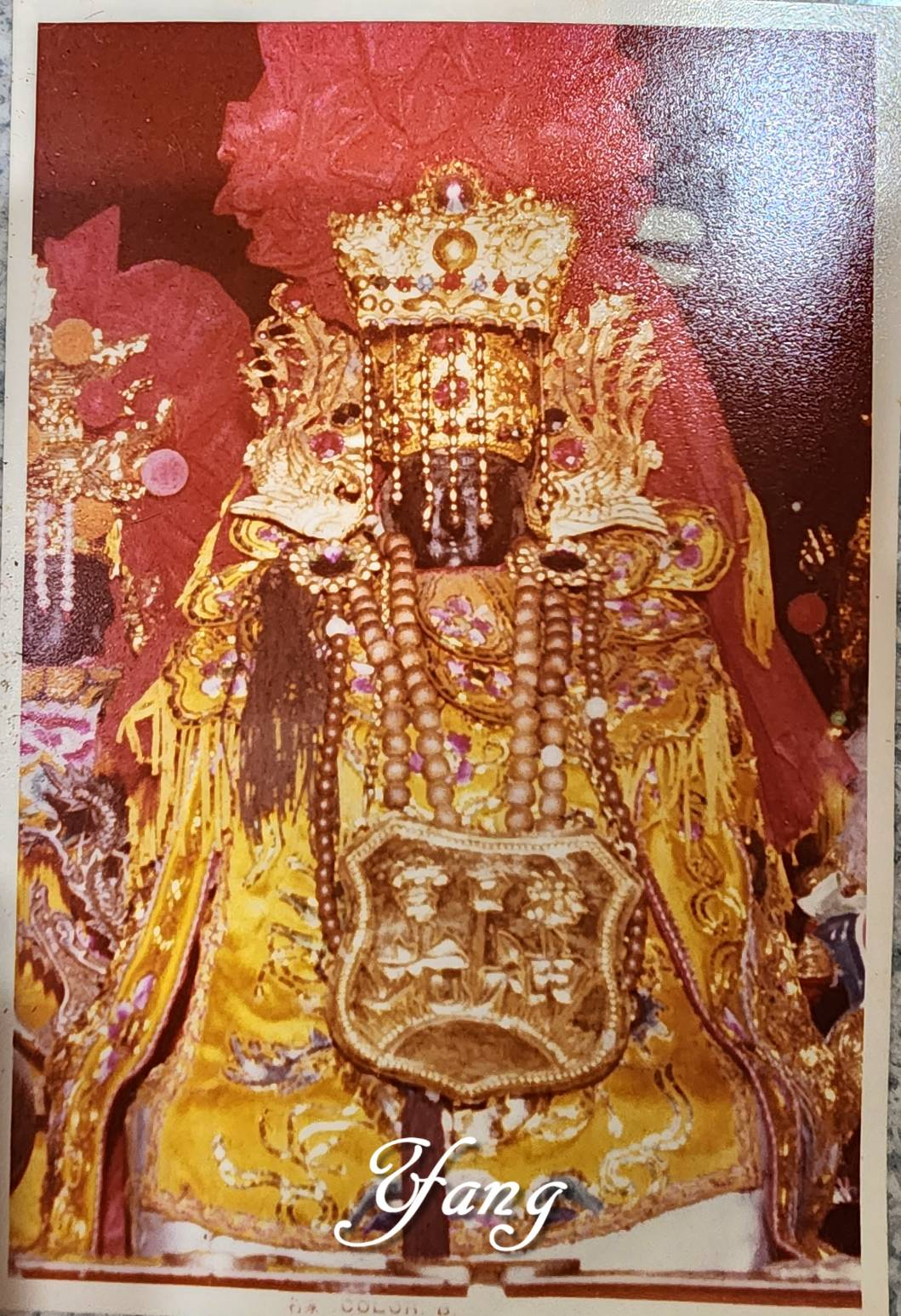
笨港口港口宮正三聖母

### 紅彩球
在古早時期，因為環境，生活不富裕，在信仰上，神像大多都只是單純的形體，並無像今日有神帽、衣服等等之類多種配件，頂多是一件紅布從頭頂披至而下，這從對岸的信仰就有，早期湄洲在地媽祖，也傳聞聖母都穿著紅色衣服(披肩)，在岸上拿著燈籠巡視著，指引船隻，所以媽祖神像也有批紅布的形象。
後來，台灣以前在農業時代，民眾會因為村莊的大事(神明聖誕或是特別日子)，或是自家的事情(婚喪喜慶事宜)迎請聖母金身作客或是辦事，而圓滿請回宮中時，也會將一塊長的紅布批在神像上，也就是俗稱的"披紅綾"，因為以前是農業時代並無如此富裕，答謝神除了基本的供品外，實質上並無東西能給予神，因此才有"披紅綾"(或紅線)來表示對神的實質感謝敬意及增添神的光彩。
也因如此，後期廟方在長期之下也累積非常多的紅彩(布)，經由國寶級珠帽大師"王土凉"師傅親口所述，以前他的爺爺就是管理廟務的廟祝(廟公)當時因為累積太多的紅彩(布)，畢竟以當時那個年代，若將這些紅布丟掉也太浪費，燒掉也覺得這是信徒答謝神明的心意，於是在一次的發想下就隨手捏出一朵紅彩球，加上聖母為女神，搭配起來也非常符合形象，自此流傳，後期也漸漸成為蚶仔寮媽(港口聖母)金身上的一大特色。
後續港口宮蚶仔寮媽無論是正駕副駕的金身寶像穿著都有一定的配備，尤其是頭頂上那朵紅彩(球)
特別的顯眼，也成為指標性之一
而之後所分靈出來的聖母
即使沒有華麗的珠帽或配備
但基本上頭頂也都有這顆紅彩球
至於後續的人有換成別種的顏色，這部分就比較屬於後期的詮釋，但不絕對!!

#### 用途
以前老一輩，若有機會將聖母的"紅彩球"換下來後，大多會因聖母的指派，剪一小小塊，摻在藥中一同煎煮，以媽祖的神力當藥引使用，後期也有些人，會放在汽車上當押車保平安，甚至能幫小孩收驚，或是也有人剪一小塊當護身符使用，隨身放在身上。

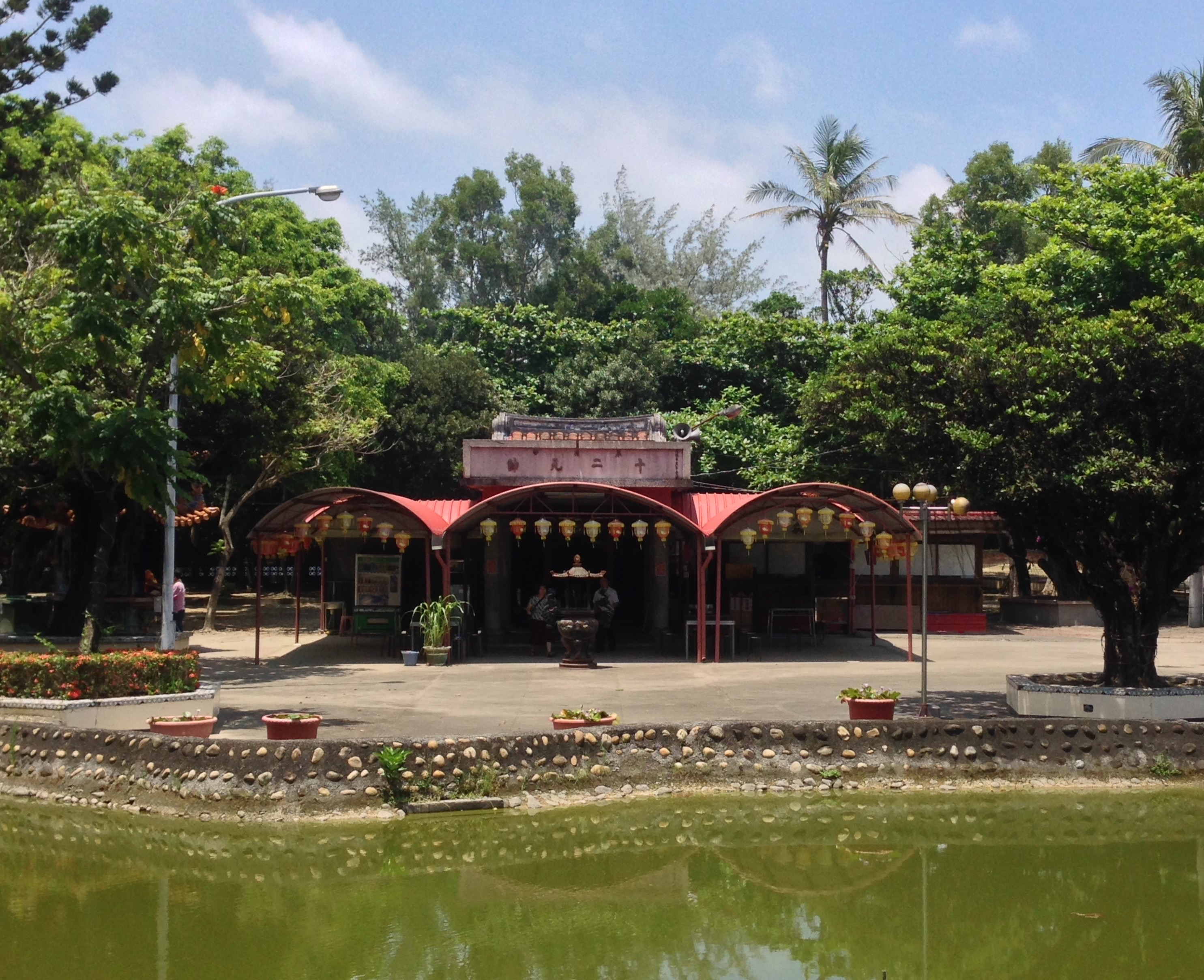
十二元帥廟